# Río Ina (Polonia)
 El Ina (alemán: Ihna) es un río del noroeste de Polonia, un afluente derecho del río Óder. 
El origen del río está en el Lago Insko (polaco: jezioro Ińsko), y fluye a través de una sucesión de lagos más pequeños. La desembocadura del río Ina está localizada en la ciudad de Police, cerca de Szczecin. Tiene una longitud de 129 km y la superficie de la cuenca del Ina es de 2189 km². 
Las principales ciudades situadas en el río Ina son: 
- Ińsko
- Goleniów
- Stargard con la famosa Puerta del Molino Stargard
- Police, Polonia (en la confluencia del río Ina con el Óder)

Los afluentes del Ina son: Krępiel, Mała Ina, Reczek, Struga Goleniowska. 
- Datos: Q1660820
- Multimedia: Ina River (Poland) / Q1660820